# Papillaria pseudoappressa
Papillaria pseudoappressa är en bladmossart som beskrevs av C. Müller 1901. Papillaria pseudoappressa ingår i släktet Papillaria och familjen Meteoriaceae. Inga underarter finns listade i Catalogue of Life.